# عمر سولت
عمر سولت (انگلیسی: Oumar Solet؛ زادهٔ ۷ فوریهٔ ۲۰۰۰) بازیکن فوتبال اهل فرانسه است.
از باشگاه‌هایی که در آن بازی کرده‌است می‌توان به باشگاه فوتبال المپیک لیون اشاره کرد.
وی همچنین در تیم‌های ملی فوتبال زیر ۱۷ سال فرانسه، زیر ۱۸ سال فرانسه، زیر ۱۹ سال فرانسه، و زیر ۲۰ سال فرانسه بازی کرده‌است.